# スヴェン・ヴィンクヴィスト

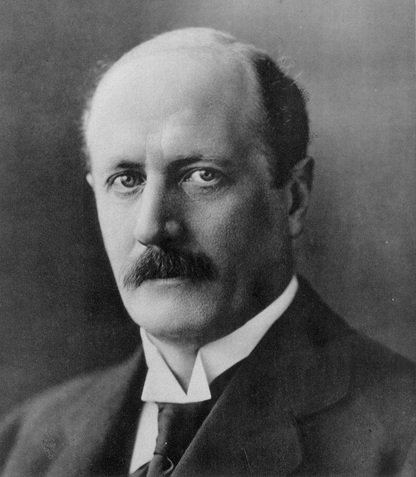
スヴェン・ヴィンクヴィスト
（Sven Wingqvist 1926年ごろ）

スヴェン・グスタフ・ヴィンクヴィスト（スウェーデン語: Sven Gustaf Wingqvist、1876年12月10日 - 1953年4月17日）は、スウェーデンの技術者、発明家、実業家。
ボールベアリングやローラーベアリングの世界的な先進企業であるSKF社（Svenska Kullagerfabriken）の設立者の一人で、1907年に複列自律調整ラジアル・ボールベアリング（multi-row self-aligning radial ball bearing）を開発した。

## 経歴

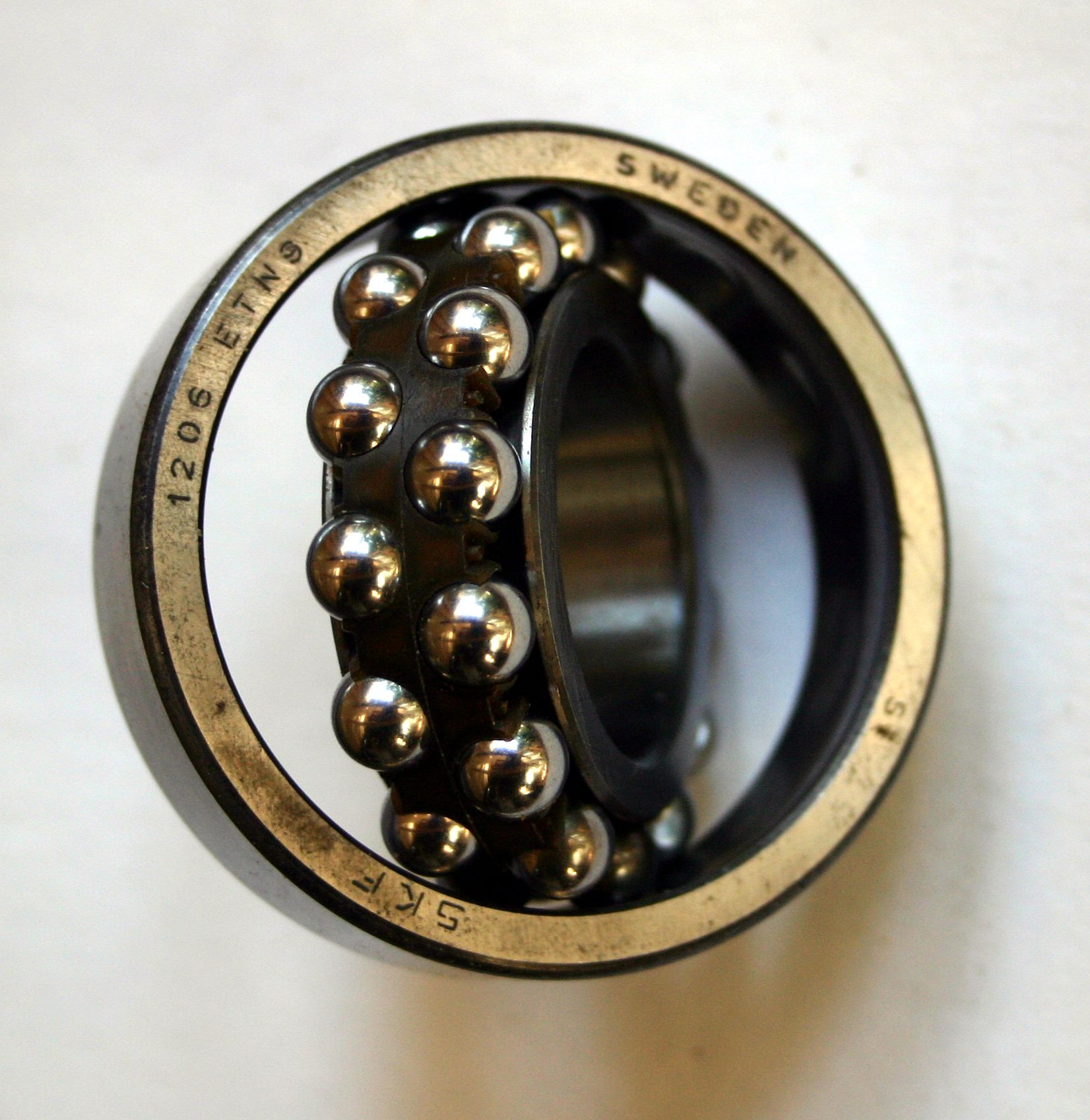
ヴィンクヴィストのベアリング

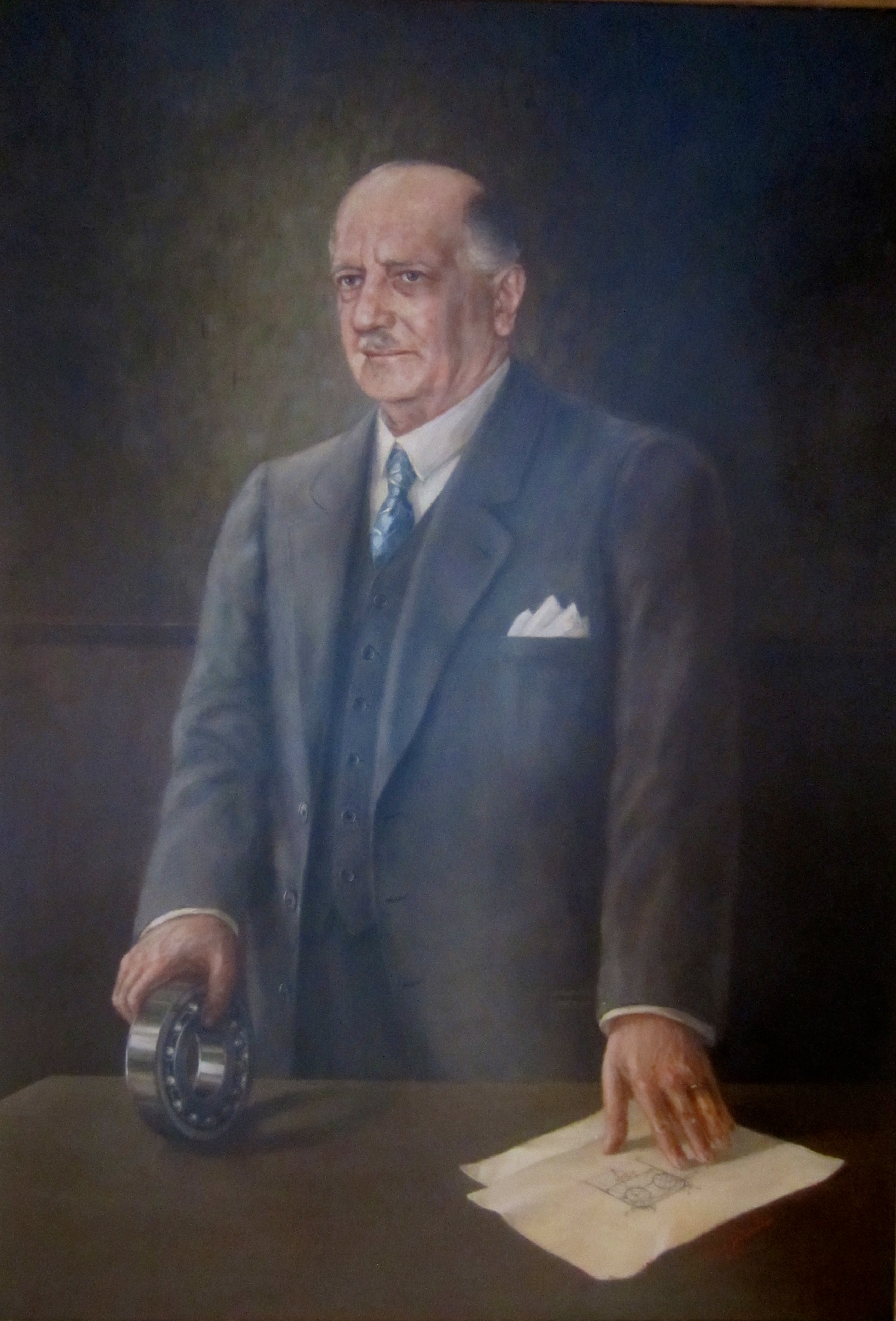
オスカル・スピッツミュラー画「スヴェン・ヴィンクヴィストの肖像」（カンバスに油彩。ウィーン）

1876年12月10日にスウェーデン、オレブロのハルスベリで駅の検札係S. D. ヴィンクヴィストとアンナ・ルンドベリ（Anna Lundberg）との間に生まれた。1894年、オレブロのオレブロ技術初等学校（Rudbecksskolan）を卒業。
1899年、ヨーテボリのガムレスターデン織物工業（Gamlestadens Textile Industry）に操作技師として雇用され、機械の主ドライブシャフトのボールベアリングにしばしば発生する故障の問題点を解明した。これは粘土質の地質に起因するもので、工場がこの上に立地しドライブシャフトのベアリングサポートが測定するのに困難な程極く僅かずつ徐々に数ミリ移動して、当時使用していた「堅い」ベアリングに余分な大きな力を加えていたことが原因であった。
ヴィンクヴィストは、概してあらゆる種類の技術資料とヨーロッパ中で続々と発表されるボールベアリングに関する新しい発想を収集することでベアリング開発に多くの時間を費やした。特に1902年に発表されたドイツ、ドレスデンの工科大学でボールベアリングとプレーンベアリングを科学的見地から比較研究していたリヒャルト・ストリベック博士により発表された論文を注意深く研究した。ヴィンクヴィストは直ぐにボールベアリング技術には将来性があり革新の余地があることに気付いた。ヴィンクヴィストはガムレスターデン工場の許可をもらい自発的に小さな工場を立ち上げ、そこで異なる設計や鋼鉄素材のテストを行った。1906年にヴィンクヴィストは「単列自律調整ボールベアリング（single-row self-aligning ball bearing）」（スウェーデン特許第24160号）の特許を取得したが、この単列式のベアリングは強大な軸荷重に耐えられないという欠点を持っていた。ヴィンクヴィストの研究はある程度の軸荷重に耐えられる自律調整ボールベアリングの解決策を見つけるまで続けられた。
1907年、ヴィンクヴィストとガムレスターデン織物工業の所有者が発起人となり2月16日にSKF社が設立されたが、当初はガムレスターデン織物工業の子会社であった。ヴィンクヴィストは技術部長と同時に取締役に任命され、ガムレスターデン織物工業の所有者の息子の1人であるアクセル・カールランデル（Axel Carlander）がSKF社の最高経営責任者（CEO）となった（アクセル・カールランデルは1937年までCEOの地位にあった）。5月21日にSKF社はスウェーデン特許庁に「複列自律調整ラジアル・ボールベアリング（multi-row self-aligning radial ball bearing）」の特許を出願した。特許は6月6日に特許第25406号、発明者：S.G. ヴィンクヴィストとして認められ、複列のものと同時に3列ボールベアリングの特許が認められた。これと同じ時期にSKF社は、フランス、ドイツ、英国、アメリカ合衆国を含む10カ国に特許申請を行い、間もなく全ての国で認められた。このことにより世界へ進出していく道が拓けた。ヨーテボリに新しい工場が竣工するとSKF社は世界中の多くの国々に販売会社と製造工場を立ち上げた。SKF社の最初の海外工場は1911年の英国、ルートンに建設されたものであった。
1919年にクリスティナ・ハルト（Kristina Hult：1892年 - 1963年）と結婚。1919年から1932年にかけ、SKF社外部コンサルタント技師・非常勤CEOを務める。1933年から1938年にかけ、ボフォース社取締役。1938年から1953年にかけ、SKF社CEO。1938年から1946年にかけ、同社CEO。1941年から1953年にかけ、スウェーデン航空エンジン社（Svenska Flygmotor AB）CEOを務めた。

## スヴェン・ヴィンクヴィストの特許例
（スウェーデンの登録番号）
- 25406：複列自律調整ラジアル・ボールベアリング（Multi-row self aligning radial ball bearing）、1907年
- 26266：軸上負荷自律調整ボールベアリング（Self aligning ball bearing for axial loads）、1908年
- 27397：精密測定用工具、1908年
- 31707：2列球面ローラーベアリング（2-row spherical roller bearing）、1910年
- 33901：ボール保持器具、ヴィンクヴィストと H. オルソン（Olsson）、1910年
- 57197：圧入フランジとボールベアリング、ヴィンクヴィストとN.A. パルムグレン（Palmgren）、1919年
- 78223：2列ローラーベアリング用器具、1931年
  - （例示したのは一部）

## ギャラリー

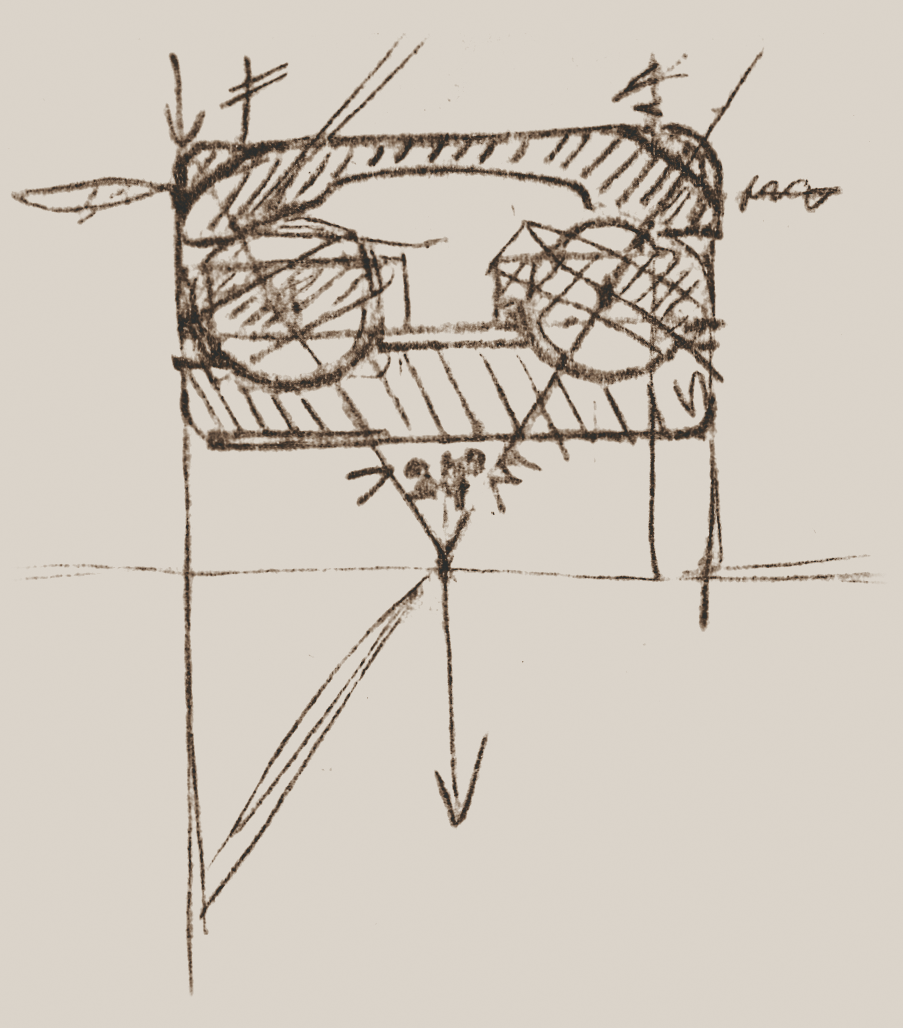
1906年頃にスヴェン・ヴィンクヴィストにより描かれた複列自律調整ベアリングの初期スケッチ
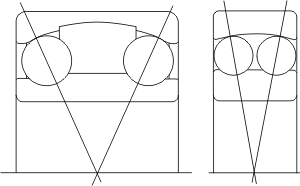
スヴェン・ヴィンクヴィストの自律調整ボールベアリング。左が1906年の最初の型と1907年の最終型。1906年の手書きスケッチと比較されたし。SKF社資料のオリジナル図から再作成。
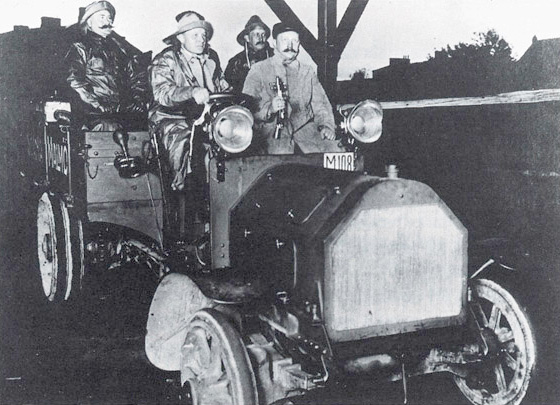
スカニア社製トラックによるSKFボールベアリングの実地テスト（1909年）。後席右側がスヴェン・ヴィンクヴィスト。
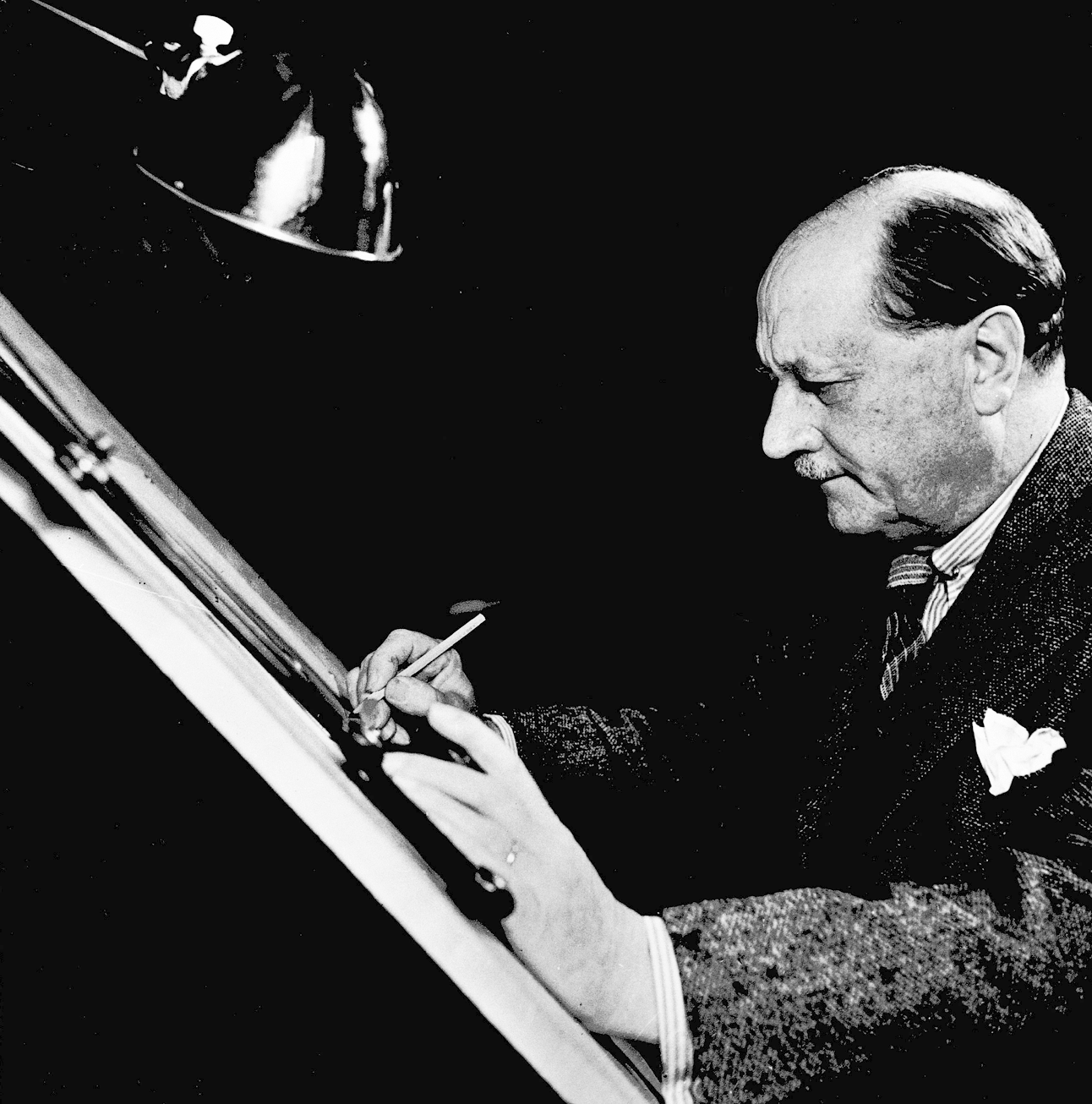
SKF社で製図板に向かうスヴェン・ヴィンクヴィスト、1920年頃。